# Vladimir Ier
Pour les articles homonymes, voir Vladimir.
Vladimir Sviatoslavitch, dit « le Beau Soleil » (en vieux russe : Володимѣръ Свѧтославичь ; en russe : Владимир Святославич, Vladimir Sviatoslavitch ; en ukrainien : Володимир Святославич, Volodymyr Sviatoslavytch ; en biélorusse : Уладзімір Святаславіч, Ouladzimir Sviataslavitch ; en vieux norrois : Valdamarr Sveinaldsson ; en polonais : Włodzimierz Światosławowicz), dit Vladimir Ier, mais plus connu sous le nom de Vladimir le Grand, le Soleil Rouge ou encore saint Vladimir, est un grand-prince de la Rus' de Kiev de la dynastie des Riourikides (né en 958 et mort le 15 juillet 1015 à Berestova, aujourd'hui Kiev), qui règne de 980 à 1015.
Fils cadet de Sviatoslav Ier et de sa concubine Maloucha, il est également prince de Novgorod à la mort de son père en 972, puis est forcé de s'enfuir pour la Scandinavie en 976 après l'assassinat de son frère Oleg par son autre frère Iaropolk Ier pour la conquête du Rus' de Kiev. En Suède, avec l'aide du jarl de Norvège Håkon Sigurdsson, il rassemble une armée de Varègues et reprend Novgorod à son frère aîné Iaropolk et le tue (il devient alors ensuite officiellement grand-prince de Kiev).
Il est l'une des grandes figures de la Rus' de Kiev, tant d'un point de vue politique que spirituel. Il est fêté comme saint par l'Église catholique et l'Église orthodoxe le 15 juillet.

## Biographie

### Jeunesse et installation au pouvoir
Vladimir, né en 958 au village Budyatino, dans la région de Volyn, Ukraine, est le fils naturel de Sviatoslav le Brave et de Maloucha, décrite dans certaines sagas nordiques comme une prophétesse qui vécut jusqu'à l'âge de 100 ans, ayant été amenée de sa cave jusqu'au palais princier pour prédire l'avenir. Le frère de Maloucha, Dobrynya (en) (gouverneur de Novgorod), est le tuteur de Vladimir et l'un de ses meilleurs généraux (qui forma plus tard le fils de Vladimir, Iaroslav).
Transférant sa capitale à Pereiaslavets en 969, son père Sviatoslav le Brave désigne Vladimir en tant que prince de Novgorod la Grande mais garde Kiev pour son autre fils, Iaropolk.
À la mort de Sviatoslav en 972, une lutte fratricide s'installe jusqu'en 976 entre Iaropolk et un autre de leurs frères, Oleg, chef des Drevliens. En 977, après l'assassinat d'Oleg, Vladimir fuit chez un parent, Håkon Sigurdsson, jarl de Norvège. Il lève en Scandinavie une armée de mercenaires vikings qui l'aident l'année suivante à retourner sur les terres de la Rus' et à reprendre Novgorod, marchant contre Iaropolk son frère.
Sur le chemin de Kiev, il envoie des émissaires à Rogvold, prince de Polotsk, pour lui demander la main de sa fille Rogneda (en vieux norrois : Ragnhild). Devant le refus de la princesse de haut rang de se marier avec le fils d'une servante, Vladimir, fou de rage, attaque Polotsk, tue Rogvold et emmène Rogneda de force. Polotsk étant un point stratégique sur la route de Kiev, sa prise par Vladimir, ainsi que la prise de Smolensk facilitent la marche sur Kiev en 978.
En 980, après sa victoire par ruse sur Iaropolk, il le fait assassiner, et viole sa femme Julie (qui met au monde peu de temps après un fils, Sviatopolk, officiellement le fils de Iaropolk, mais certaines sources affirmant qu'il serait en réalité le dernier des fils de Vladimir). Le 11 juin 980, il devient donc le nouveau « Grand-prince de toute La Rus' Kiévienne ».
Il commence son règne par une série de campagnes victorieuses contre les Viatitches, les Radimitches (ru), la Pologne, les Iotvinges de Lituanie et les Bulgares de la Volga (musulmans) (981-985).

### Baptême et mariage
En 987, l'empereur byzantin Basile II lui demande de l'aide pour mettre fin à la révolte de Bardas Phocas le Jeune. Vladimir lui livre 6 000 guerriers varègues et obtient en échange la main de la princesse Anna Porphyrogénète, sœur des empereurs. La princesse sera envoyée à Kiev malgré ses réticences avec une ambassade après que Vladimir eut assiégé et occupé la ville de Chersonèse devant les délais des Byzantins.
Après son mariage, il renonce au paganisme (notamment à la luxure, étant connu sous le terme de « fornicator maximus ») et à ses nombreuses concubines. Il reçoit le baptême en 988 sous le nom de Basile (baptême donné par le métropolite de Chersonèse ou le patriarche de Constantinople Nicolas II Chrysobergès selon les sources), et impose à son peuple le christianisme de rite byzantin.
Son baptême est rapporté selon deux traditions :
Dans la première, Vladimir, régnant à Kiev, fait appeler à lui les représentants des principales religions connues (ou envoie ses émissaires) : le christianisme de Rome, le christianisme byzantin ou orthodoxie, le judaïsme et l'islam. Il opte pour l'orthodoxie et fait baptiser son peuple,,,.
Dans la deuxième, il demande le baptême à Chersonèse en Crimée en échange de la prise de la ville, de la main de la princesse byzantine et de la guérison de ses yeux.
Selon les chroniques russes, un missionnaire musulman fut envoyé auprès de Vladimir pour le convertir. Il lui vanta les joies éternelles du Paradis où chaque homme recevrait soixante-dix épouses. Vladimir fut séduit par cette promesse, mais quand on lui dit qu'un musulman doit renoncer au vin, il déclara : « Boire, c'est la joie des Russes. On ne peut pas vivre sans ce plaisir ».
Le Grand-prince reçoit ensuite une délégation de catholiques romains. L'austérité du rite, notamment la pratique du jeûne, le rebute. Il dit : « Allez-vous en ! Nos pères n'ont jamais admis pareil principe ».
La troisième mission est celle de Khazars juifs. Vladimir chercha à connaître la raison pour laquelle les juifs avaient perdu Jérusalem. « Dieu s'irrita contre nos ancêtres », lui répondirent les juifs, « et les dispersa parmi les Gentils à cause de nos péchés ». Vladimir lança alors : « Comment espérez-vous enseigner autrui quand vous avez été chassés et dispersés par la main de Dieu ? Voudriez-vous que nous acceptions ce destin nous aussi ? ».
Le missionnaire envoyé par les Grecs de Byzance laissa Vladimir dubitatif. Les enquêteurs qu'il dépêcha ensuite pour observer les différentes religions lui rapportèrent que le culte byzantin était « plus merveilleux que dans les autres pays »,,.
Au bout d'un an, il accepta finalement de recevoir le baptême en échange de la main de la princesse Anne, sœur des empereurs byzantins,.
L'adoption du christianisme entraina la construction de nouveaux édifices sacrés avec un programme iconographique de peintures monumentales,.

#### Galerie

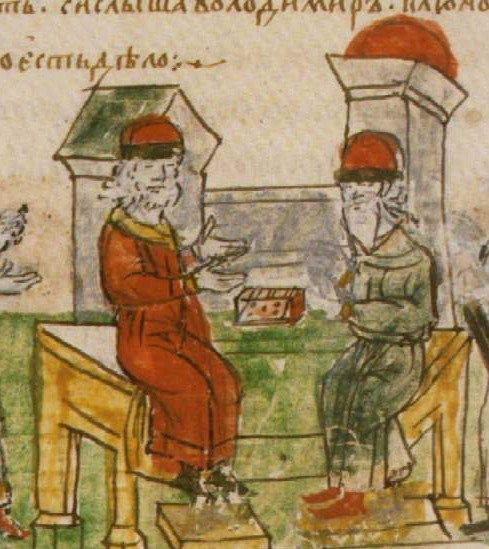
Vladimir discutant avec un philosophe chrétien grec (Chronique des Radziwiłł).
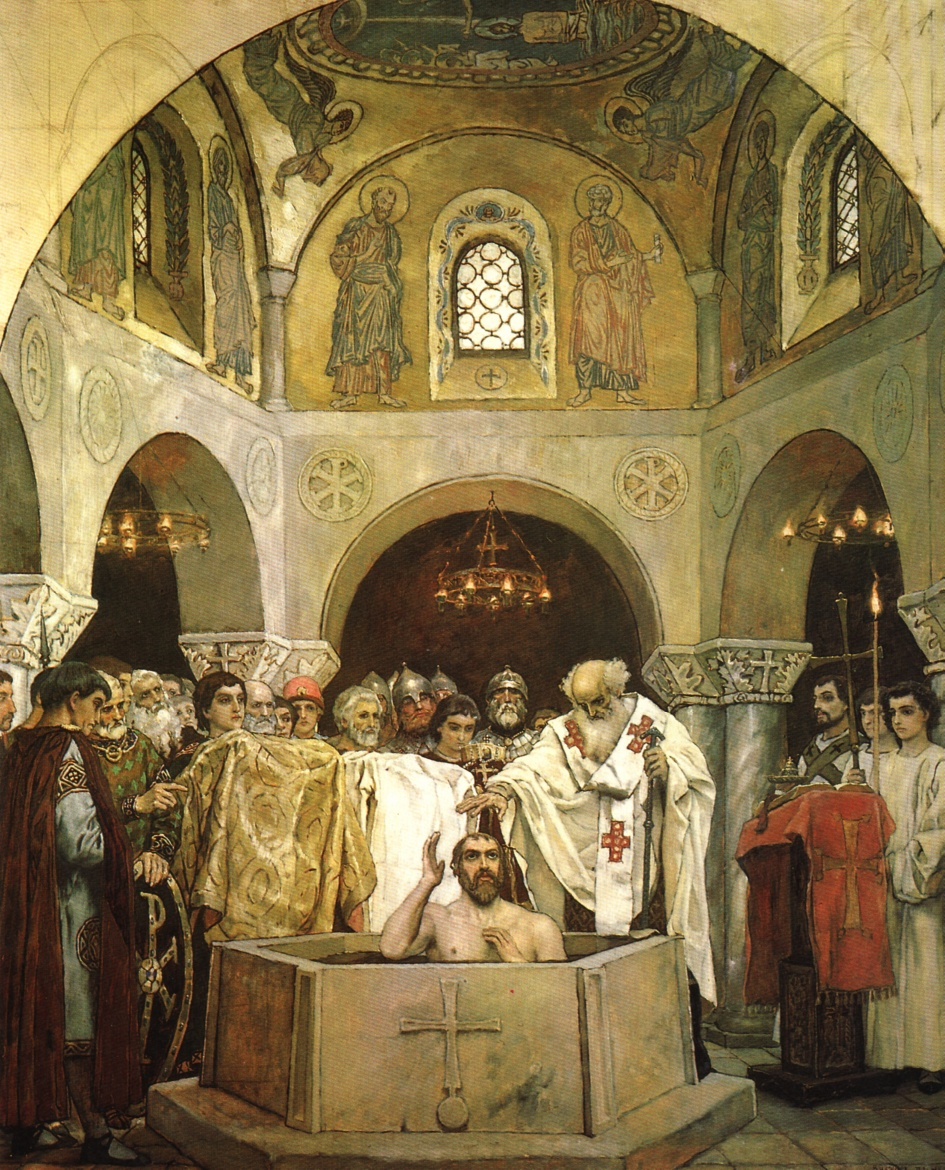
Le baptême de Vladimir, toile de Viktor Vasnetsov (1890).
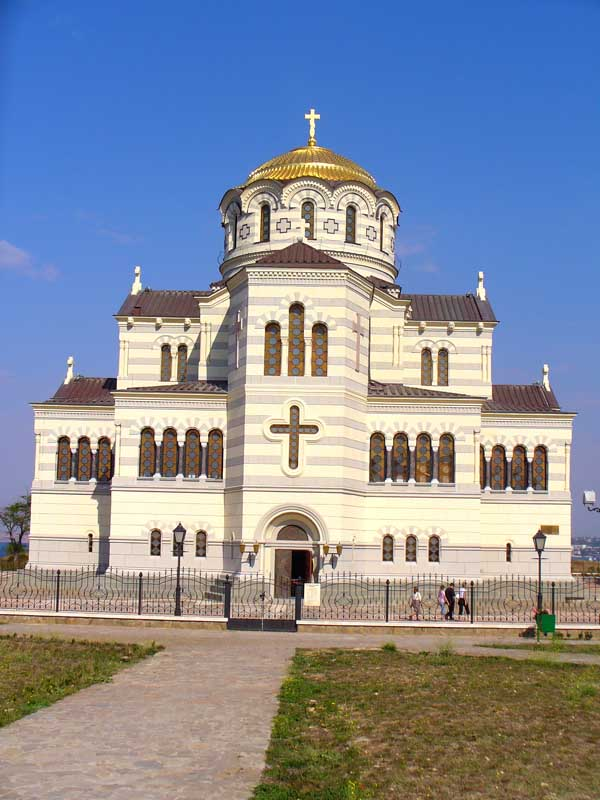
La cathédrale Saint-Vladimir de Chersonèse, un des lieux vraisemblables du baptême de saint Vladimir.
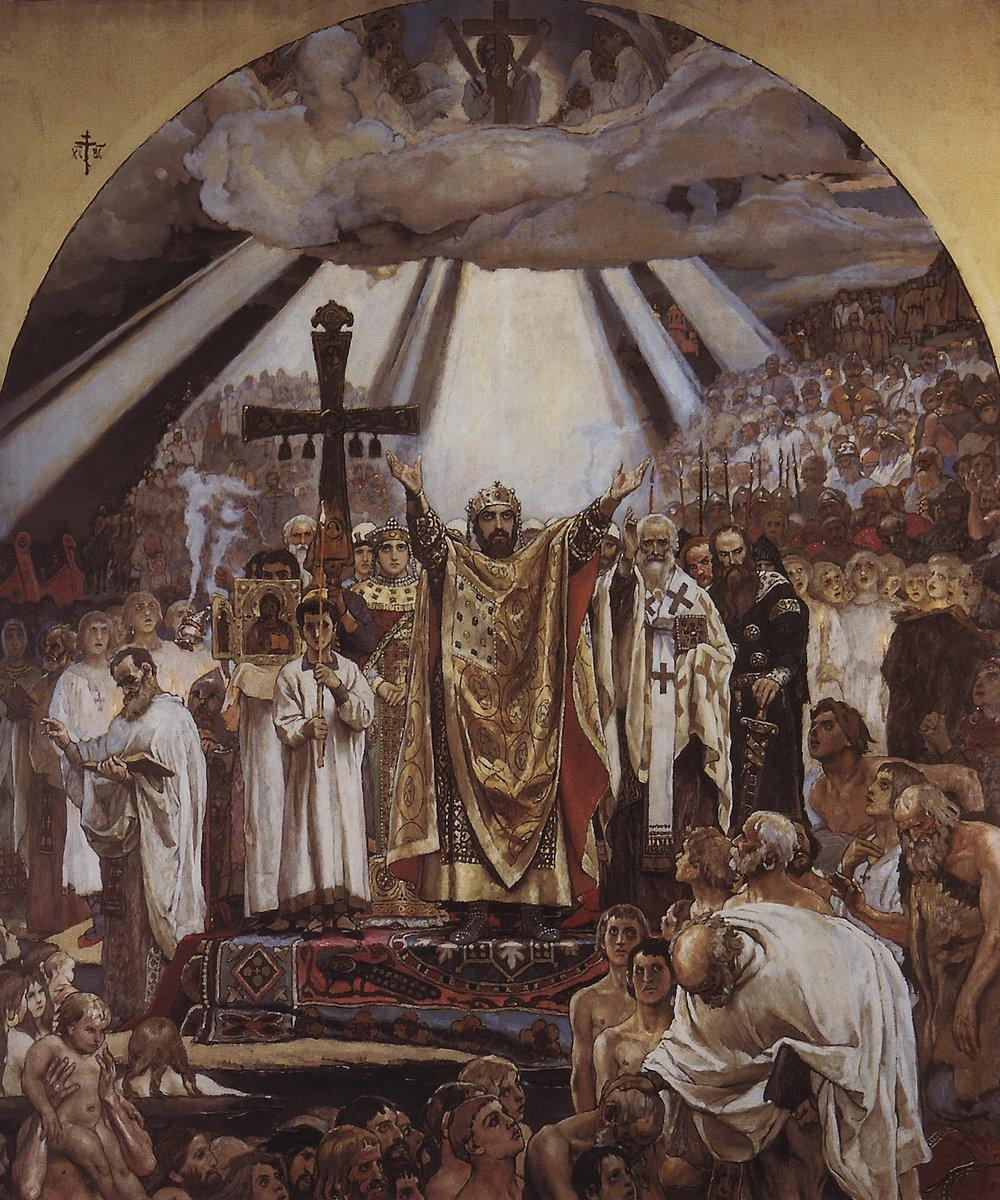
Saint-Vladimir (fêté le 15 juillet).

## Après sa mort
À sa mort, une guerre de succession fratricide (1015-1019) éclate entre son neveu Sviatopolk et plusieurs de ses nombreux fils, dont Gleb et Iaroslav.
Vladimir est enterré à l'église de la Dîme qu'il avait fait construire, comme sa femme et sa grand-mère. Considéré comme le principal fondateur de la « Sainte Russie », il est également un personnage récurrent des bylines russes qui se déroulent souvent sous son règne. Dans ces poèmes épiques, il est généralement représenté comme un souverain juste et respecté de ses sujets, à l'image du roi Arthur des légendes celtes.
Selon la Chronique de Nestor, Vladimir « se laissa aller à l'amour des femmes… car il était débauché comme Salomon ». L'évêque allemand Thietmar le décrit comme « fornicator immensus et crudelis », tandis que les chroniqueurs font référence à plusieurs centaines de concubines qu'il gardait dans son palais de Vychgorod. De ses différentes épouses, il eut au total onze fils.
Vladimir sera ensuite considéré comme « Saint » par l’Église Orthodoxe, du fait de son « changement de vie » après sa conversion (moins violent, vie plus austère). Le pape Jean-Paul II, à la fin du XXe siècle, fera à son tour entrer ce roi slave dans le martyrologe de l’Église catholique.

## Famille

### Unions et postérité

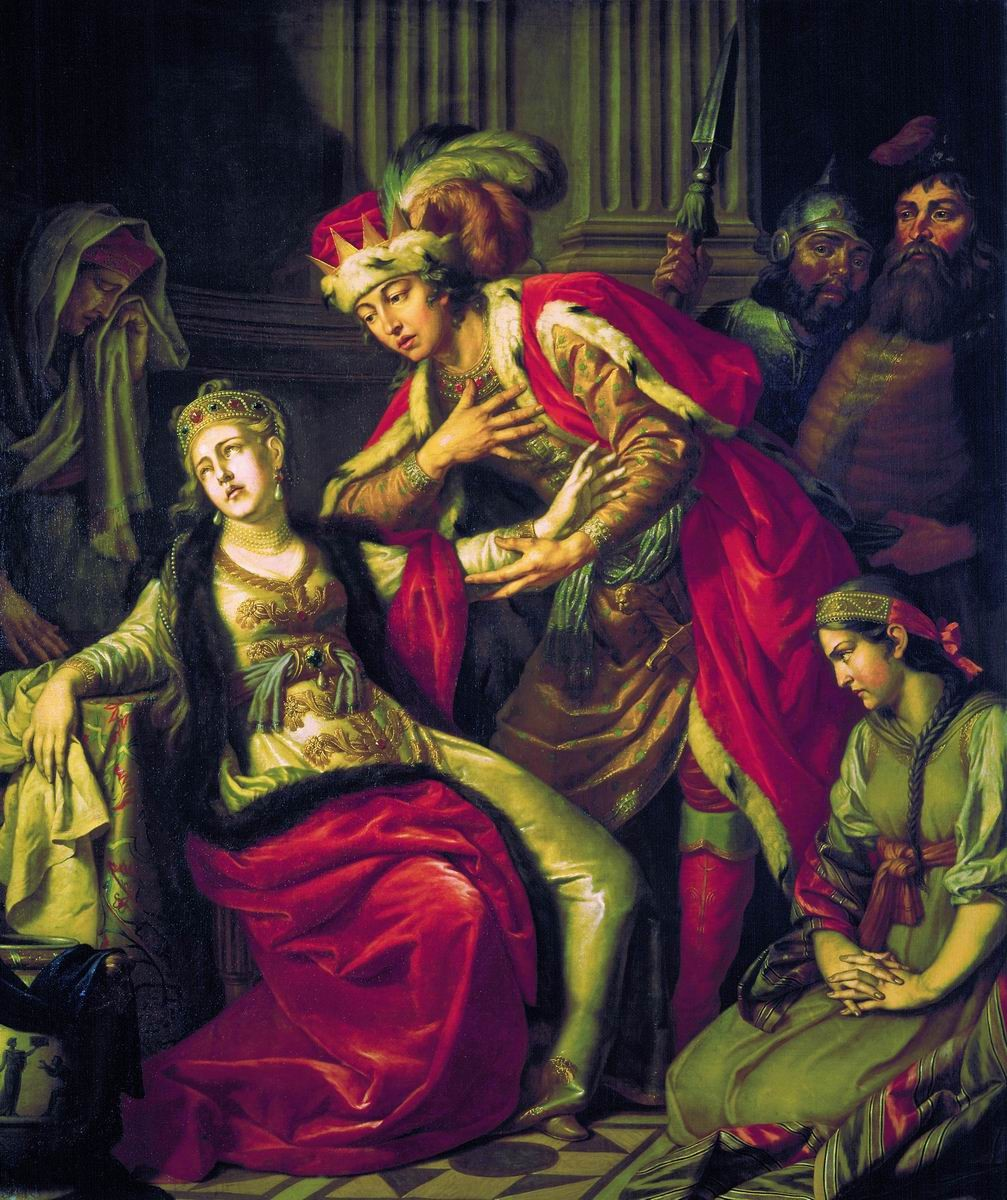
Vladimir et Rogneda (par Anton Lossenko, 1770).

On ne connaît pas le nombre exact de ses enfants, ni même si certains d'entre eux sont réellement ses enfants (plusieurs de ses enfants ont également une mère supposée) :
- De sa première épouse Rogneda de Polotzk il a quatre fils et deux filles :
  - Iziaslav (mort en 1001), prince de Polatsk. Son fils Bryatchislav, mort en 1044, poursuit la lignée des princes de Polotzk,
  - Iaroslav le Sage, prince de Rostov-sur-le-Don puis de Novgorod après la mort de Vycheslav,
  - Mstislav, prince de Tmoutorakan puis de Tchernihiv,
  - Vsevolod, prince de Vladimir ;

- Anna Porphyrogénète en 988, sans enfant ;

- Il a d'une Tchèque (Malfrida) :
  - Vycheslav (mort en 1010), l'aîné de tous, prince de Novgorod ;

- d'une autre :
  - Sviatoslav (tué en 1015), prince des Drevlianes,
  - Stanislav, prince de Smolensk,
  - Pozvizd,
  - Soudislav (mort en 1065) ;

- d'une Bulgare (Adela) :
  - Boris Romanos, (v.985 - 1015), prince de Rostov,
    - Maria Dobronega, (v.1015 - 1087), épouse de Casimir Ier,

  - Gleb (v.985/90 - 1015), prince de Mourom.

Les Russes ont canonisé ce prince isapostole et l'honorent le 15 juillet, jour de sa mort. L'impératrice Catherine II a institué en son honneur l'Ordre de Saint-Vladimir.

### Ancêtres
|  |                         |  |  |  |  |  |  |  |  |  |  |  |  |  |  |  |
|  | 8. Riourik              |  |  |  |  |  |  |  |  |  |  |  |  |  |  |  |
|  |                         |  |  |  |  |  |  |  |  |  |  |  |  |  |  |  |
|  |                         |  |  |  |  |  |  |  |  |  |  |  |  |  |  |  |
|  | 4. Igor de Kiev         |  |  |  |  |  |  |  |  |  |  |  |  |  |  |  |
|  |                         |  |  |  |  |  |  |  |  |  |  |  |  |  |  |  |
|  |                         |  |  |  |  |  |  |  |  |  |  |  |  |  |  |  |
|  | 2. Sviatoslav Ier       |  |  |  |  |  |  |  |  |  |  |  |  |  |  |  |
|  |                         |  |  |  |  |  |  |  |  |  |  |  |  |  |  |  |
|  |                         |  |  |  |  |  |  |  |  |  |  |  |  |  |  |  |
|  | 5. Olga de Kiev         |  |  |  |  |  |  |  |  |  |  |  |  |  |  |  |
|  |                         |  |  |  |  |  |  |  |  |  |  |  |  |  |  |  |
|  |                         |  |  |  |  |  |  |  |  |  |  |  |  |  |  |  |
|  | 1. Vladimir Ier de Kiev |  |  |  |  |  |  |  |  |  |  |  |  |  |  |  |
|  |                         |  |  |  |  |  |  |  |  |  |  |  |  |  |  |  |
|  |                         |  |  |  |  |  |  |  |  |  |  |  |  |  |  |  |
|  | 6. Malk Lioubetchanine  |  |  |  |  |  |  |  |  |  |  |  |  |  |  |  |
|  |                         |  |  |  |  |  |  |  |  |  |  |  |  |  |  |  |
|  |                         |  |  |  |  |  |  |  |  |  |  |  |  |  |  |  |
|  | 3. Maloucha             |  |  |  |  |  |  |  |  |  |  |  |  |  |  |  |
|  |                         |  |  |  |  |  |  |  |  |  |  |  |  |  |  |  |
|  |                         |  |  |  |  |  |  |  |  |  |  |  |  |  |  |  |

## Hommages

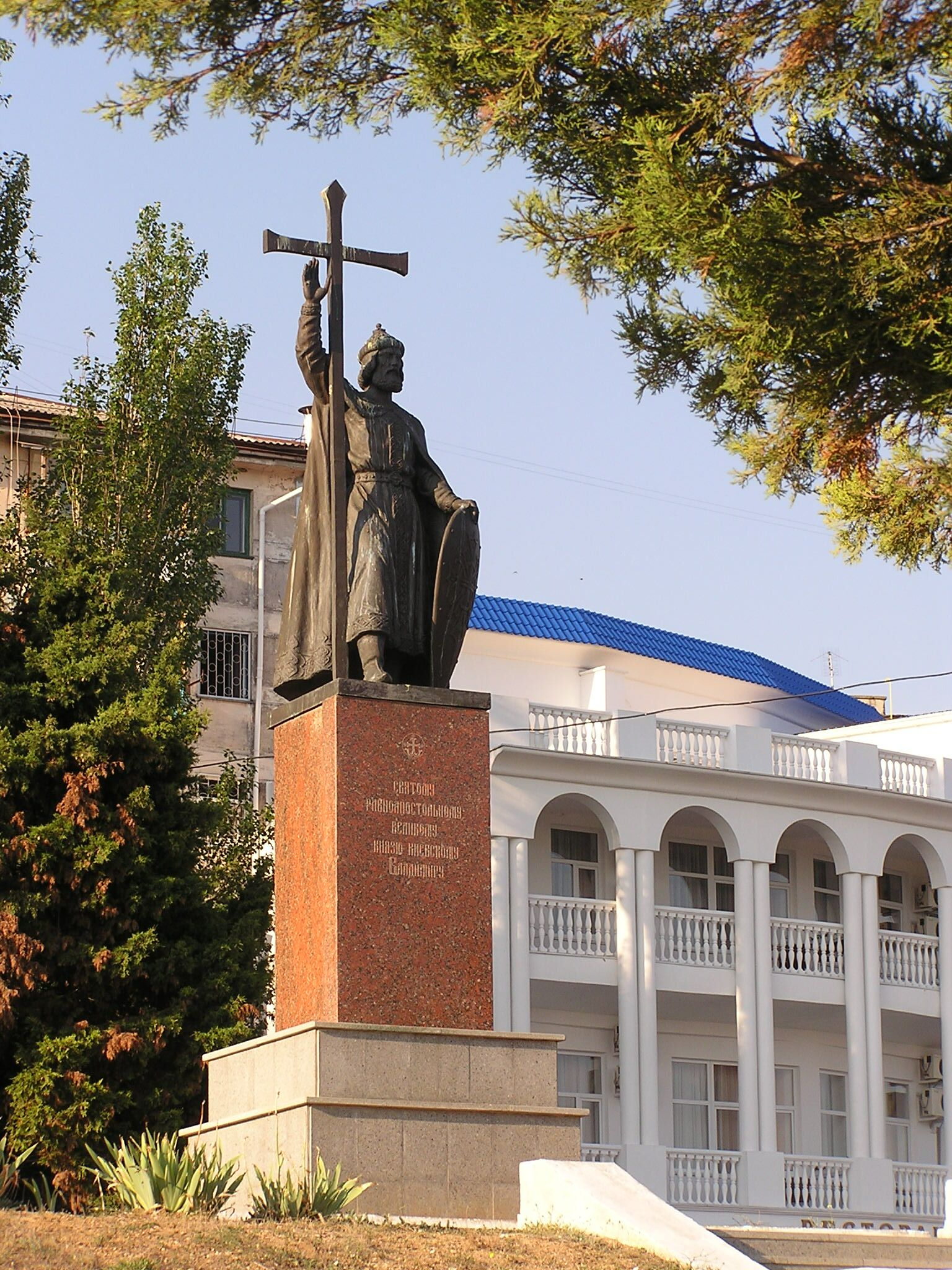
Statue de Vladimir le Soleil rouge à Sébastopol.

- La ville Volodymyr-Volynskyï, aujourd'hui en Ukraine, est renommée Vladimir aux alentours de 988-990 en l'honneur de Vladimir le Grand.
- En 1782, l'impératrice de Russie Catherine II créa l'Ordre de Saint-Vladimir.
- En 1957, l'Église orthodoxe russe fonde l'Ordre du Saint grand-prince Vladimir.
- Un golfe de la mer du Japon est nommée la baie de Vladimir, dans la région russe du Kraï du Primorie.
- Le 4 novembre 2016, Vladimir Poutine inaugure au pied du Kremlin une statue monumentale (18 mètres de haut) du prince Vladimir[13].
- Le Détachement frontalier de Tchernihiv porte son nom depuis 2019.

### Filmographie
- Viking, la naissance d’une nation de Andreï Kravtchouk[14].

## Galeries

### Galerie de portraits

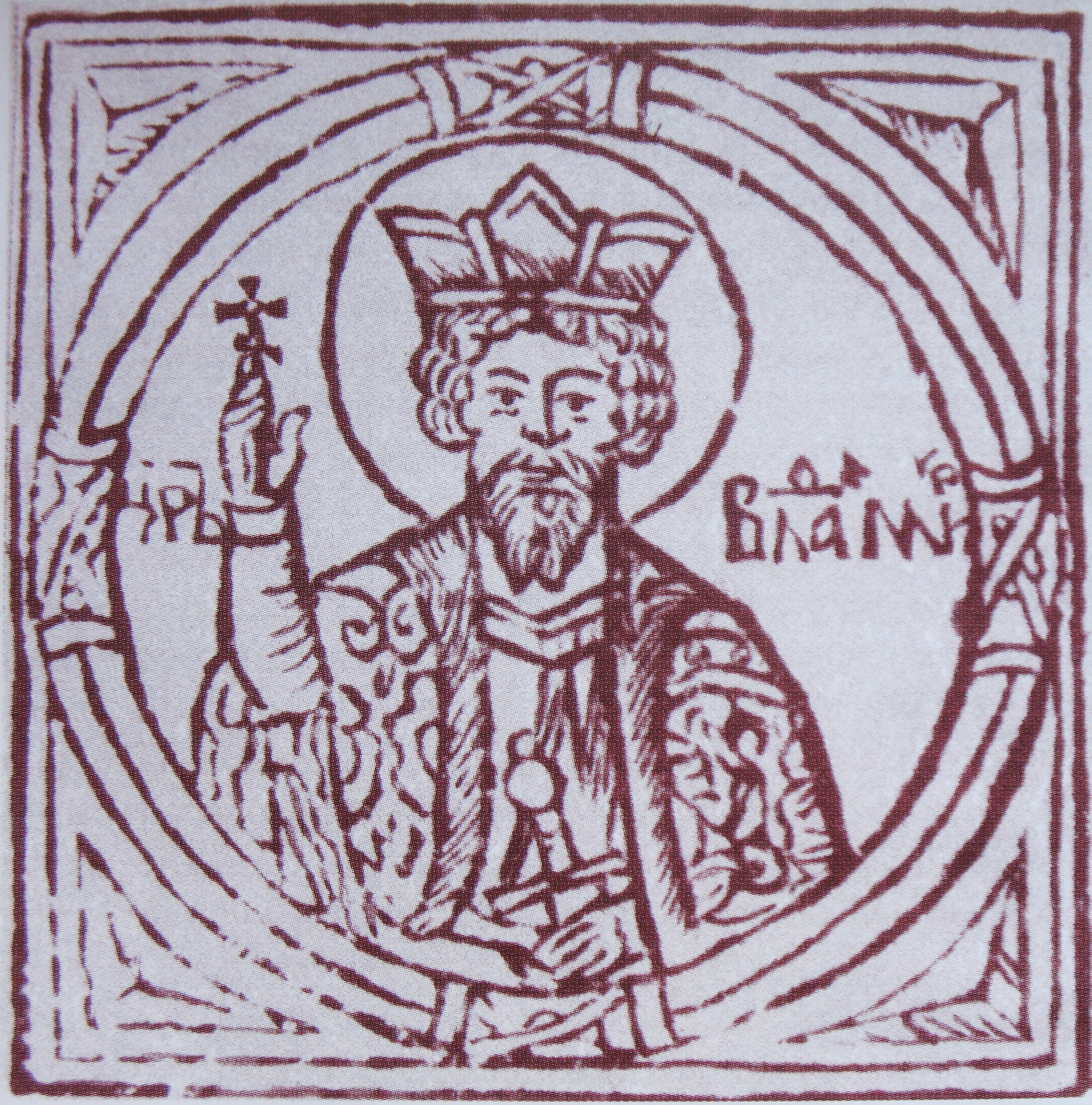
Portrait du prince Vladimir le Grand.
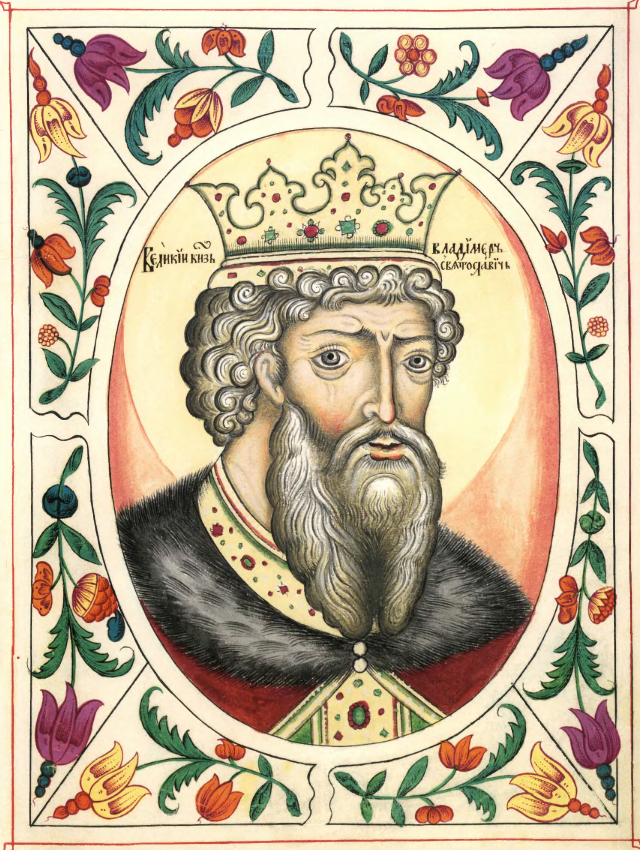
Portrait de Vladimir le Grand.
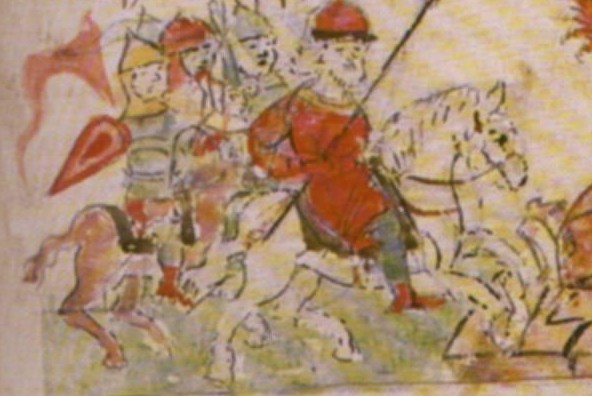
Vladimir le Grand partant en guerre contre les Viatitches (Chronique de Radziwiłł).

### Galerie de monuments

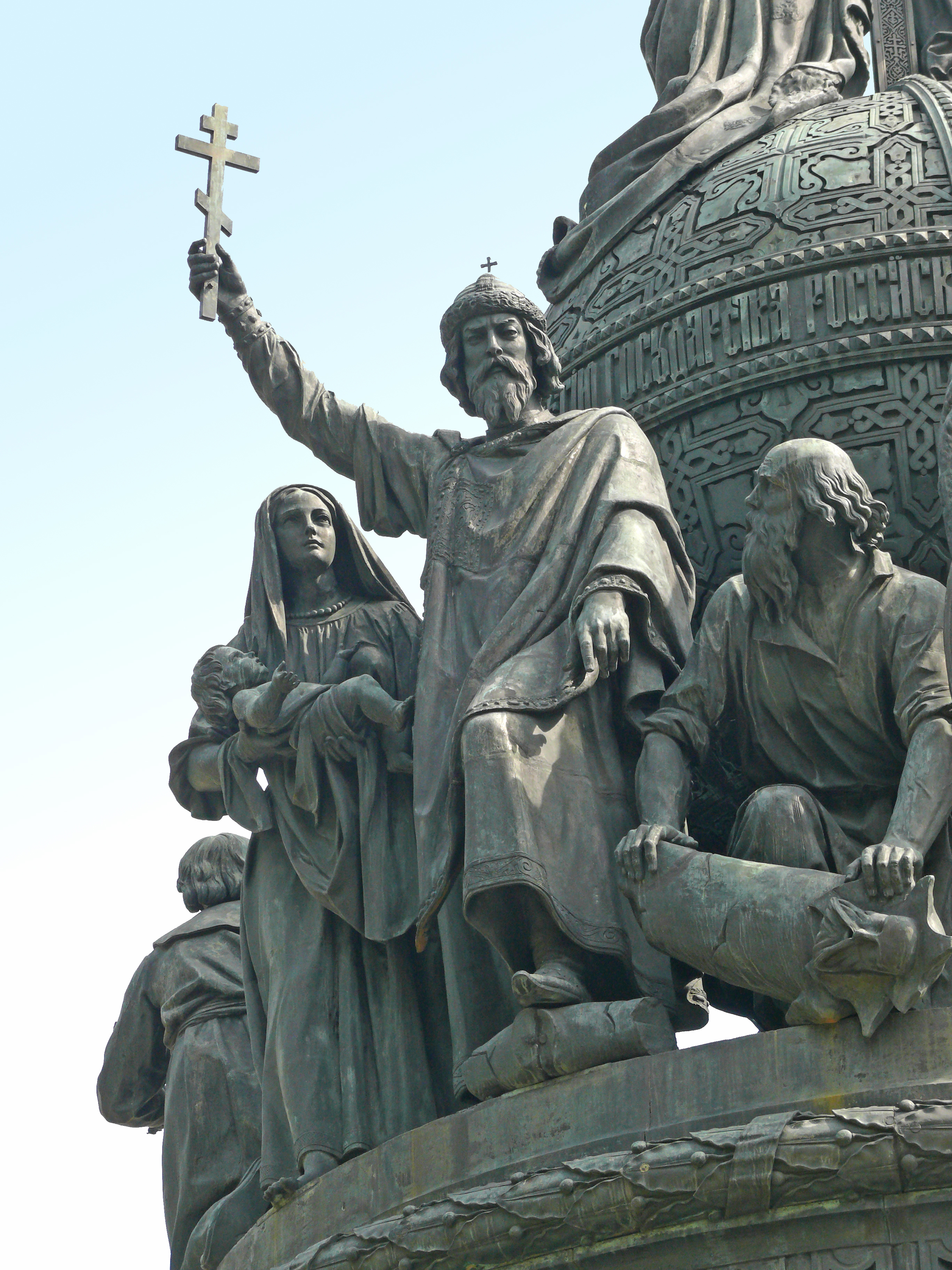
Vladimir sur le monument du millénaire à Novgorod en Russie.
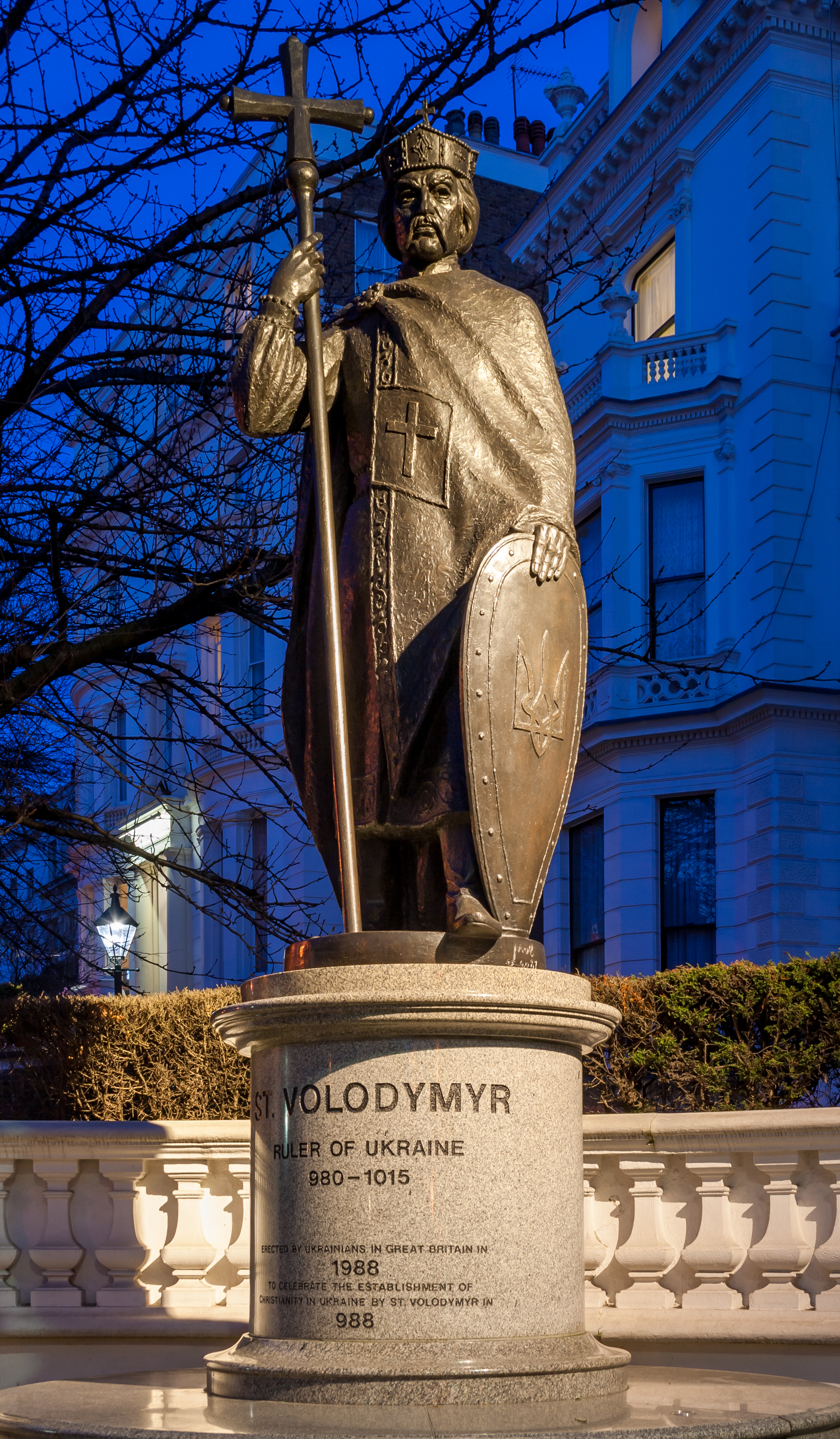
Statue de Vladimir à Londres en Angleterre avec l'inscription : « Souverain d'Ukraine ».
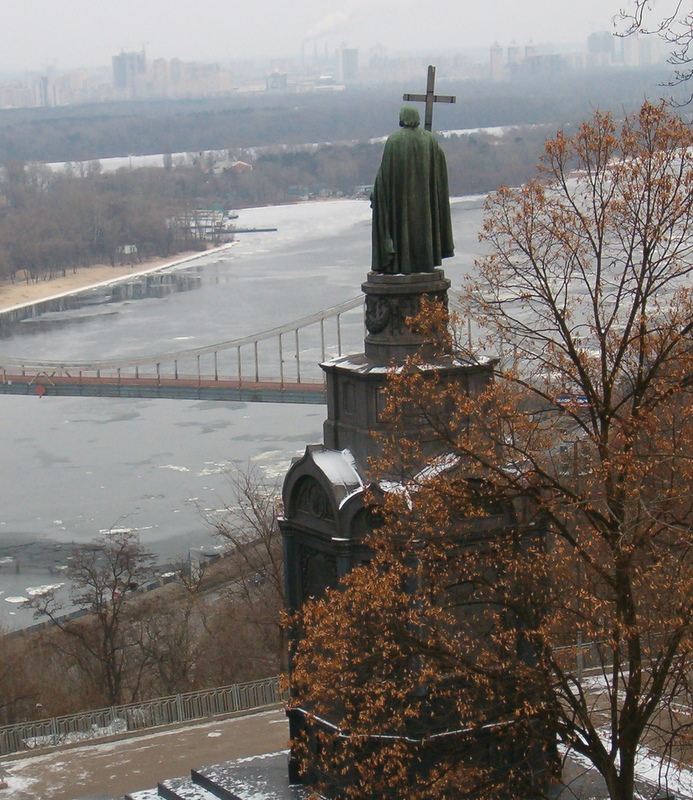
Monument à saint Vladimir à Kiev en Ukraine.
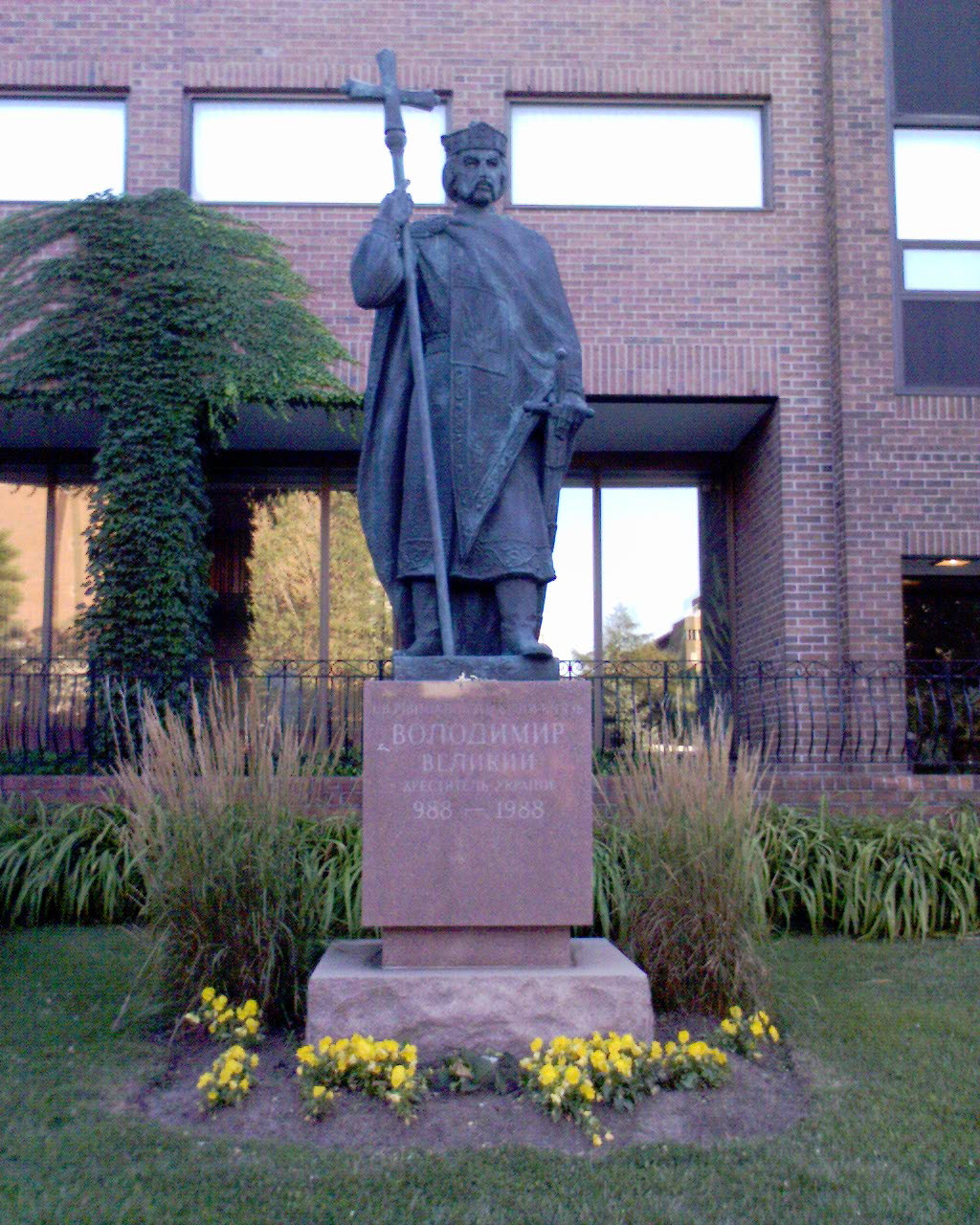
Statue de Vladimir faite par la diaspora ukrainienne à Toronto au Canada.
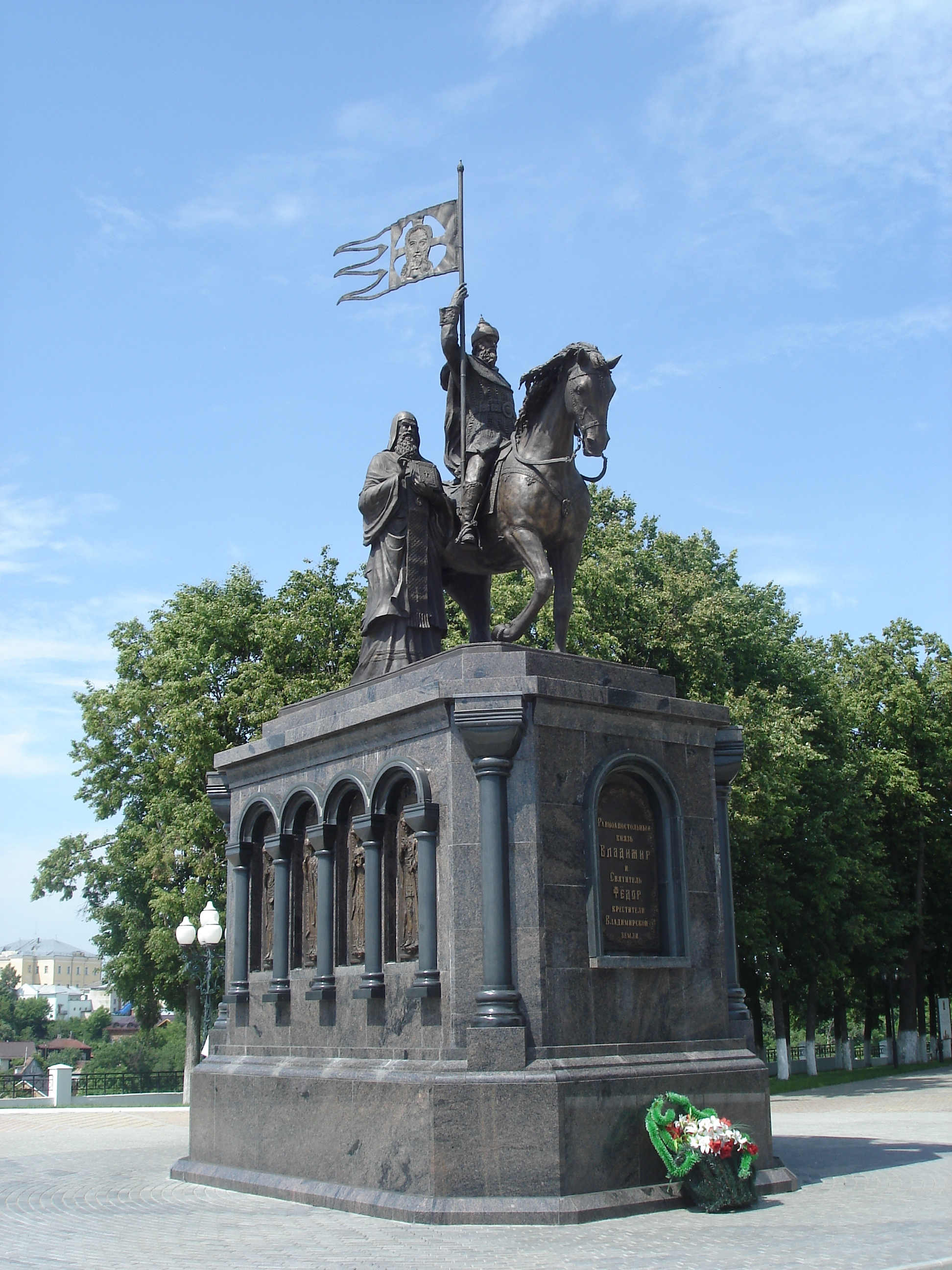
Statue de Vladimir et de Saint-Théodore dans la ville de Vladimir en Russie.
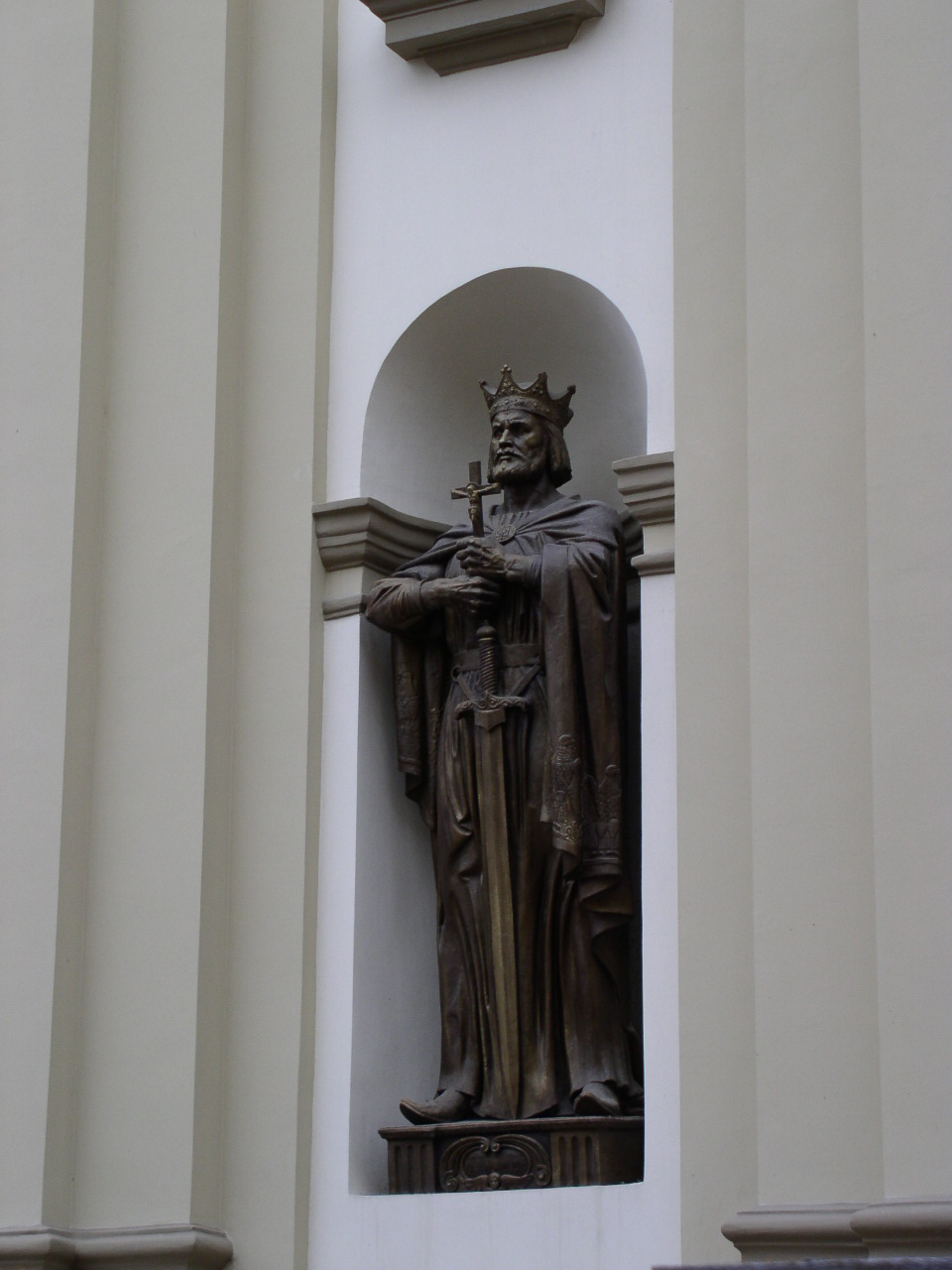
Statue de Saint-Vladimir à la Cathédrale de la Sainte Résurrection d'Ivano-Frankivsk en Ukraine.
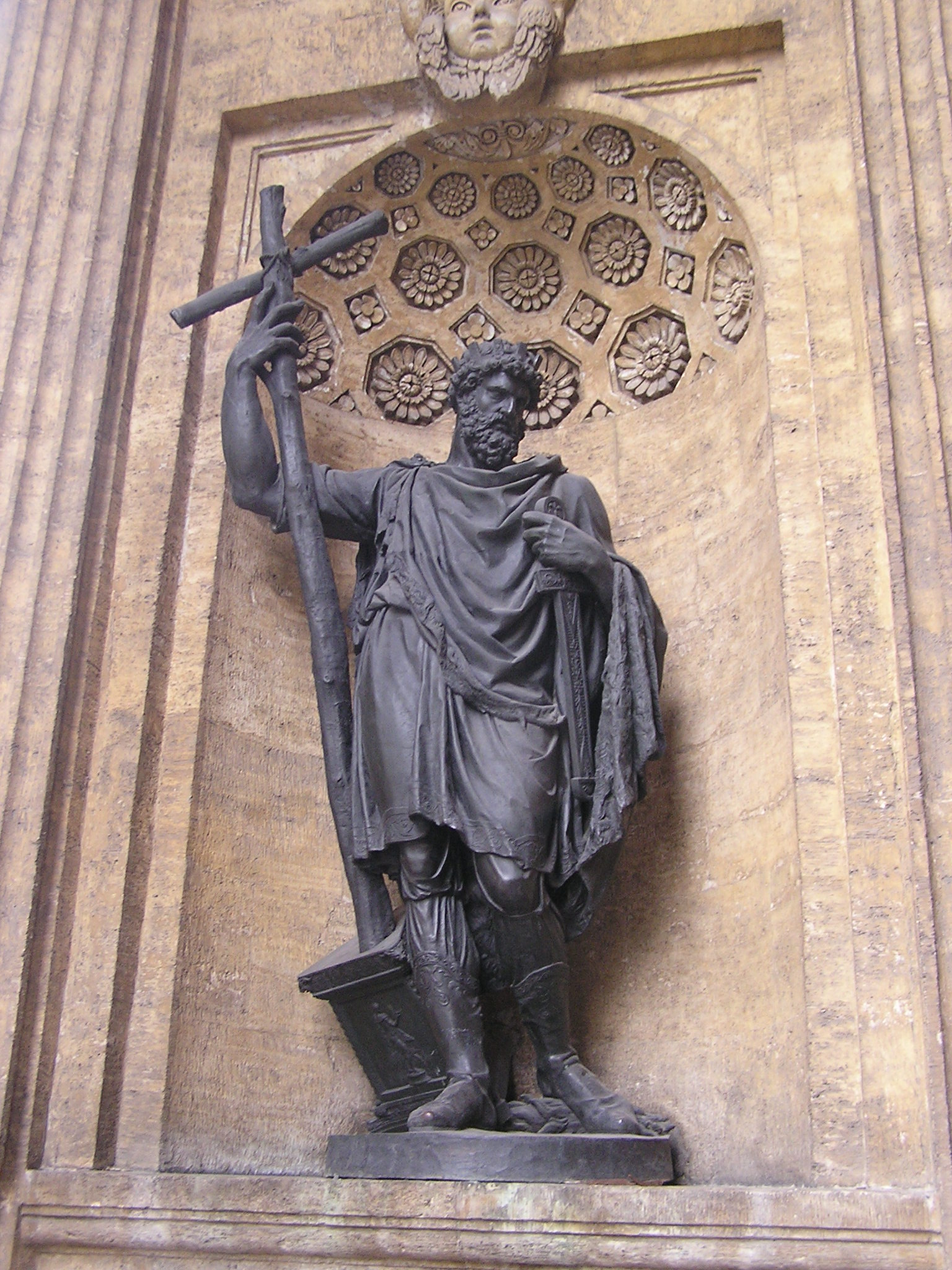
Statue de Saint-Vladimir à la Cathédrale Notre-Dame-de-Kazan de Saint-Pétersbourg en Russie.
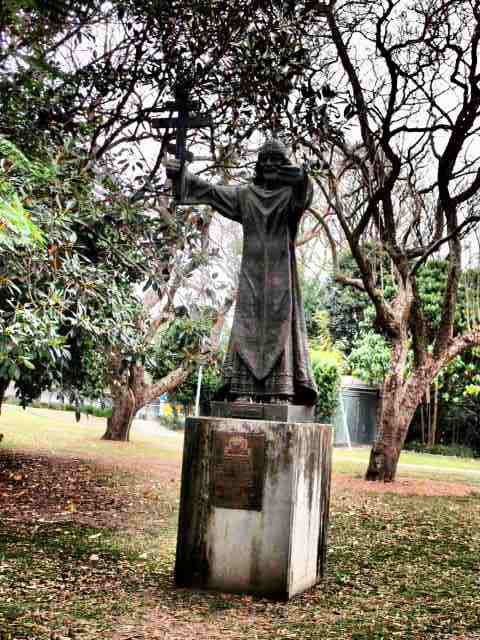
Statue de Vladimir à l'université du Queensland à Brisbane en Australie.

### Galerie numismatique

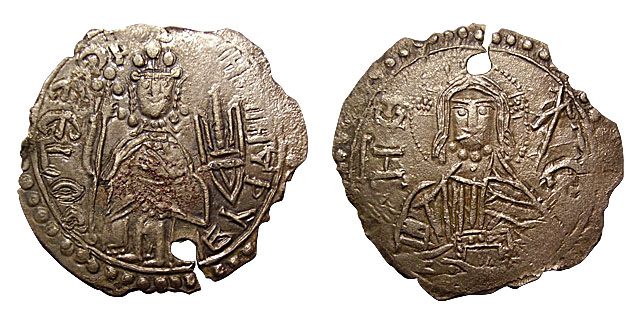
Portrait de Vladimir le Grand sur un srebrennik (argent, 2,85 g), sous-multiple de la grivna, frappée entre 980 et 1015 (Musée numismatique d'Odessa).
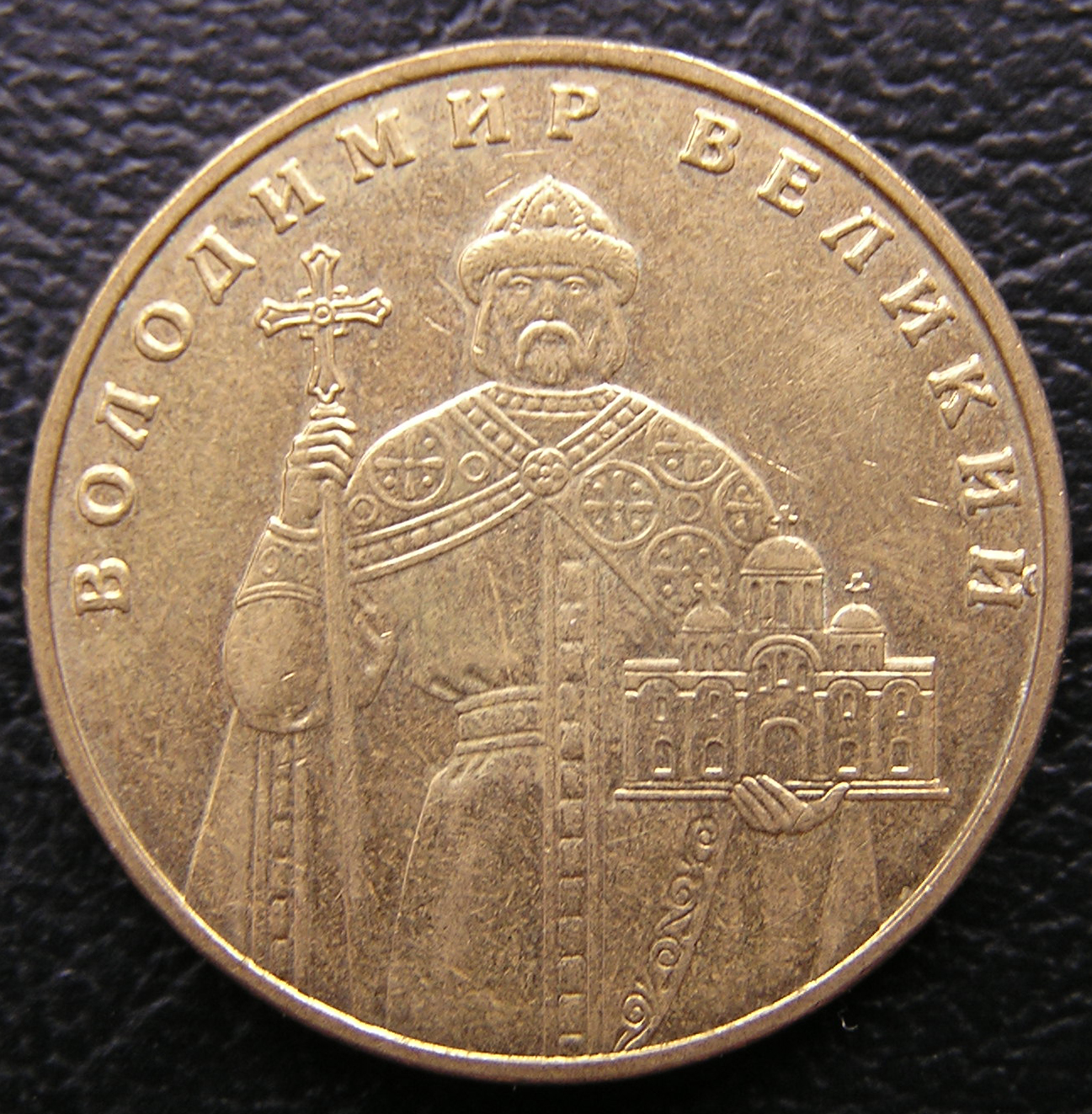
Portrait de Vladimir le Grand sur une pièce ukrainienne de 2006.
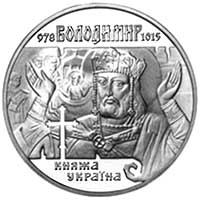
Portrait de Vladimir le Grand sur une pièce ukrainienne.

### Galerie philatélique

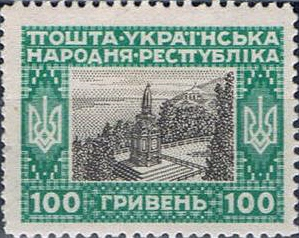
Statue de Vladimir le Grand sur un timbre ukrainien de 1919.
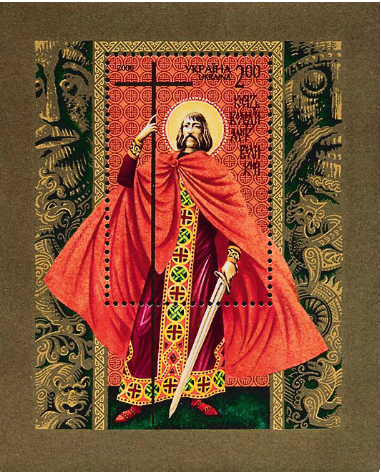
Vladimir le Grand sur un timbre ukrainien de 2000.
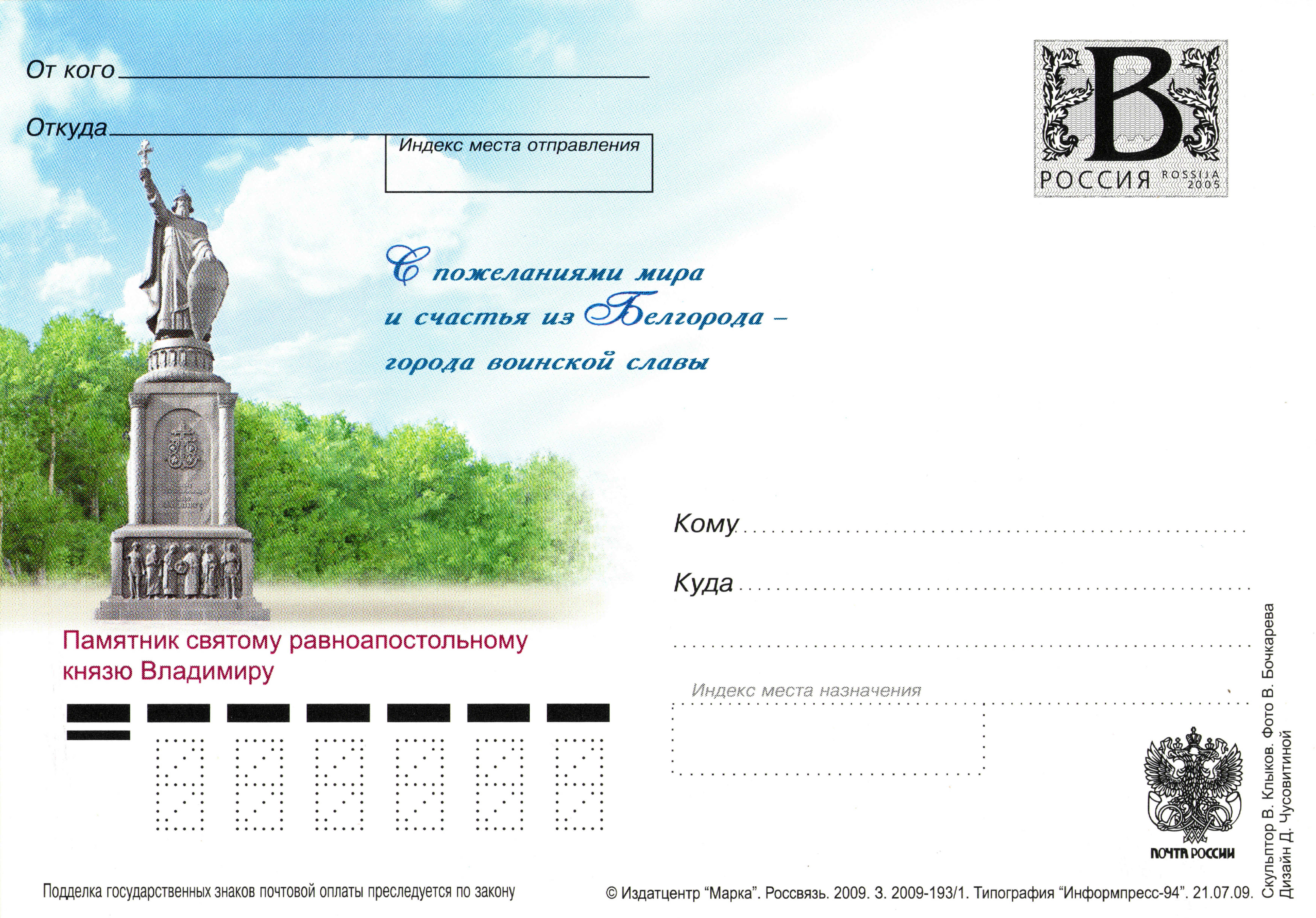
Monument de Vladimir le Grand à Belgorod sur une carte postale russe de 2009.
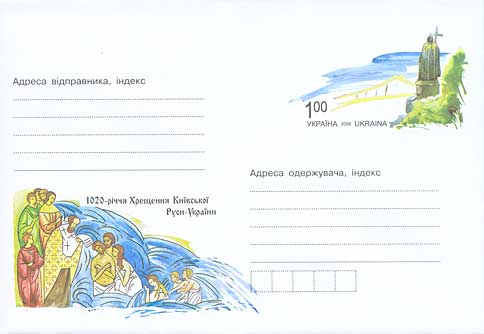
Vladimir le Grand sur une enveloppe ukrainienne de 2008.